# Ruy Santos
Rui Borges dos Santos, mais conhecido como Ruy Santos (Rio de Janeiro, 1916 — Rio de Janeiro, 1989), é um cineasta, diretor de fotografia e roteirista brasileiro.
Em 1977, conquistou o troféu Kikito, do Festival de Gramado, por seu curta-metragem O Homem e o Limite (1975).